# Aalborg Stift
Aalborg Stift er et dansk folkekirkeligt stift. Den nuværende biskop er Thomas Reinholdt Rasmussen.
Aalborg Stift omfatter efter Kommunal- og provstireformen i 2007 flg. provstier:
- Brønderslev Provsti (Provst Lise Lundgreen)
- Frederikshavn Provsti (Provst Peter Jessen)
- Hadsund Provsti (Provst Carsten Bøgh Pedersen)
- Hjørring Nordre Provsti (Provst Winnie Nørholm Rischel)
- Hjørring Søndre Provsti (Provst Niels Christian Scheel Lassen)
- Jammerbugt Provsti (Provst Folmer Toftdahl-Olesen)
- Morsø Provsti (Provst Mette Moesgaard Jørgensen)
- Rebild Provsti (Provst Kristine Jersin)
- Sydthy Provsti (Provst Line Skovby Pedersen)
- Thisted Provsti (Provst Lisbeth Damgren)
- Aalborg Budolfi Provsti (Provst Jakob Køhn Andersen)
- Aalborg Nordre Provsti (Provst Ole Rysgaard Madsen)
- Aalborg Vestre Provsti (Provst Anna Døssing Gunnertoft)
- Aalborg Østre Provsti (Provst Christian Bjørn Krüger)

## Historie
Stiftet hed oprindeligt Vendelbo Stift og havde sæde i Vestervig Kloster indtil 1130'erne, da det videreførtes som Børglum Stift med bispesæde i Børglum Kloster. Efter reformationen videreførtes stiftet 1554 som Aalborg Stift med bispesæde i Aalborg og med Budolfi Kirke som hovedkirke.

## Biskopper
Denne liste er ufuldstændig; hjælp gerne med at udfylde den.

### Vendelbo Stift
- 1060/65 – 1060/65: Magnus
- 1060/65: Albricus
- (nævnt 1086): Henricus
- Eskillus
- ? – 1134: Ketillus
- 1134 – ?: Sylvester

### Børglum Stift
- ca. 1145 – ca. 1177: Tyge
- ? – 1252: Rudolf
- 1252 – 1260: Elav Glob
- 1264- 1280: Johannes
- 1328 – ca. 1341: Tyge Klerk
- mellem 1340-44 – 1354: Anders
- – ca. 1369: Mogens Jensen Grubbe
- 1370 – 1396: Svend
- 1396/97 – 1425: Peder Friis
- 1425 – 1452: Gert Pedersen Gyldenstierne
- 1453 – 1486: Jep Friis
- 1486 – 1519: Niels Styggesen Rosenkrantz
- 1519 – 1536: Stygge Krumpen (sidste katolske biskop)
- 1536 – 1548: Peder Thomesen (første protestantiske superintendent)
- 1548 – 1554: Oluf Chrysostomus

### Aalborg Stift
- 1554 – 1557: Laurids Nielsen Riber
- 1557 – 1587: Jørgen Mortensen Bornholm
- 1587 – 1609: Jacob Holm
- 1609 – 1642: Christen Hansen Riber
- 1642 – 1668: Anders Andersen Ringkjøbing
- 1668 – 1672: Morits Kønning
- 1672 – 1683: Matthias Foss
- 1683 – 1693: Henrik Bornemann
- 1693 – 1708: Jens Bircherod
- 1708 – 1735: Frands Thestrup
- 1735 – 1737: Christoffer Mumme
- 1737 – 1778: Broder Brorson
- 1778 – 1806: Christian Beverlin Studsgaard
- 1806 – 1827: Rasmus Jansen
- 1833 – 1851: Nikolai Fogtmann
- 1851 – 1856: S.C.W. Bindesbøll
- 1856 – 1875: P.C. Kierkegaard
- 1875 – 1888: P.E. Lind
- 1888 – 1900: V.C. Schousboe
- 1900 – 1905: Fredrik Nielsen
- 1905 – 1915: Christen Møller
- 1915 – 1930: Christian Ludwigs
- 1930 – 1940: Paul Oldenburg
- 1940 – 1950: D. von Huth Smith
- 1950 – 1975: Erik Jensen
- 1975 – 1991: Henrik Christiansen
- 1991 – 2010: Søren Lodberg Hvas
- 2010 – 2021: Henning Toft Bro
- Fra 2021: Thomas Reinholdt Rasmussen

## Stiftamtmænd
- 1707 – 1712: Peter Rodsteen
- 1736 – 1773: Iver Holck
- 1773 – 1781: Adolph Sigfried von der Osten
- 1815 – 1824: Frederik Moltke
- 1838 – 18??: Christian Albrecht Bluhme
- 1899 – 1905: Johan Henrik Ahnfeldt
- 1905 – 1919: Charles Brun
- 1919 – 1930: Carl Otto Bache